# Scardinius
A Scardinius vagy kelék a sugarasúszójú halak (Actinopterygii) osztályának pontyalakúak (Cypriniformes) rendjébe, ezen belül a pontyfélék (Cyprinidae) családjába tartozó nem.

## Megjelenésük
A kele halnem jellemzői a következők: ferde vágású kis száj; a has oldal középső részének éle van; hármasával és ötösével két-két sorban álló garatfogak, ezek közül a belső sor tagjai erősen lapítottak, és a szegélyük mélyen fűrészes.

## Rendszerezés
A nembe az alábbi 10 faj tartozik:
- Scardinius acarnanicus Economidis, 1991
- Scardinius dergle Heckel & Kner, 1858
- Scardinius elmaliensis Bogutskaya, 1997
- vörösszárnyú keszeg (Scardinius erythrophthalmus) (Linnaeus, 1758)
- Scardinius graecus Stephanidis, 1937
- Scardinius hesperidicus Bonaparte, 1845
- Scardinius knezevici Bianco & Kottelat, 2005
- Scardinius plotizza Heckel & Kner, 1858
- Scardinius racovitzai Müller, 1958
- Scardinius scardafa (Bonaparte, 1837)